# Samuel Mbugua
Samuel Mbugua (1º de janeiro de 1946) é um boxeador aposentado do Quênia, quem ganhou a medalha de bronze da divisão peso leve (- 60 kg), no Jogos Olímpicos de Verão de 1972 em Munique, Alemanha Ocidental.